# Kotzen
Kotzen è un comune di 624 abitanti  del Brandeburgo, in Germania.

Appartiene al circondario della Havelland ed è amministrato dall'Amt Nennhausen.

## Storia
Nel 2003 vennero aggregati al comune di Kotzen i comuni di Kriele e Landin.

## Geografia antropica
Il comune di Kotzen è diviso nelle frazioni (Ortsteil) di Kotzen, Kriele e Landin.